# Andy Walker
Andy Walker (né le 6 avril 1965 à Glasgow) est un joueur de football international écossais, reconverti comme consultant à la télé (notamment à Scotsport).

## Carrière en club
La carrière d'Andy Walker se déroula dans les championnats d'Écosse (notamment au Celtic FC par deux fois et à Motherwell) et d'Angleterre (à Bolton Wanderers et à Sheffield United).

## Carrière internationale
Durant sa carrière, il connaît trois sélections avec l'Écosse.

### Détail des sélections
| Sélection | Date             | Lieu                                           | Compétition                  | Résultat | Adversaires | Titulaire/Remplaçant                   | Maillot n° |
| --------- | ---------------- | ---------------------------------------------- | ---------------------------- | -------- | ----------- | -------------------------------------- | ---------- |
| 1re       | 17 mai 1988      | Hampden Park, Glasgow, Écosse                  | Coupe Stanley-Rous           | N 0-0    | Colombie    | remplace Kevin Gallacher (67e)         | 13         |
| 2e        | 7 septembre 1994 | Stade olympique d'Helsinki, Helsinki, Finlande | Éliminatoires de l'Euro 1996 | V 2-0    | Finlande    | Titulaire remplacé par Eoin Jess (65e) | 7          |
| 3e        | 12 octobre 1994  | Hampden Park, Glasgow, Écosse                  | Éliminatoires de l'Euro 1996 | V 5-1    | Îles Féroé  | remplace Scott Booth (69e)             | 15         |

## Palmarès
- avec Motherwell :
  - Champion de division 2 écossaise : 1 (1984-1985)
- avec Celtic FC :
  - Champion d'Écosse : 1 (1987-1998)
  - Coupe d'Écosse : 3 (1988, 1989, 1995)